# Boris Kobe

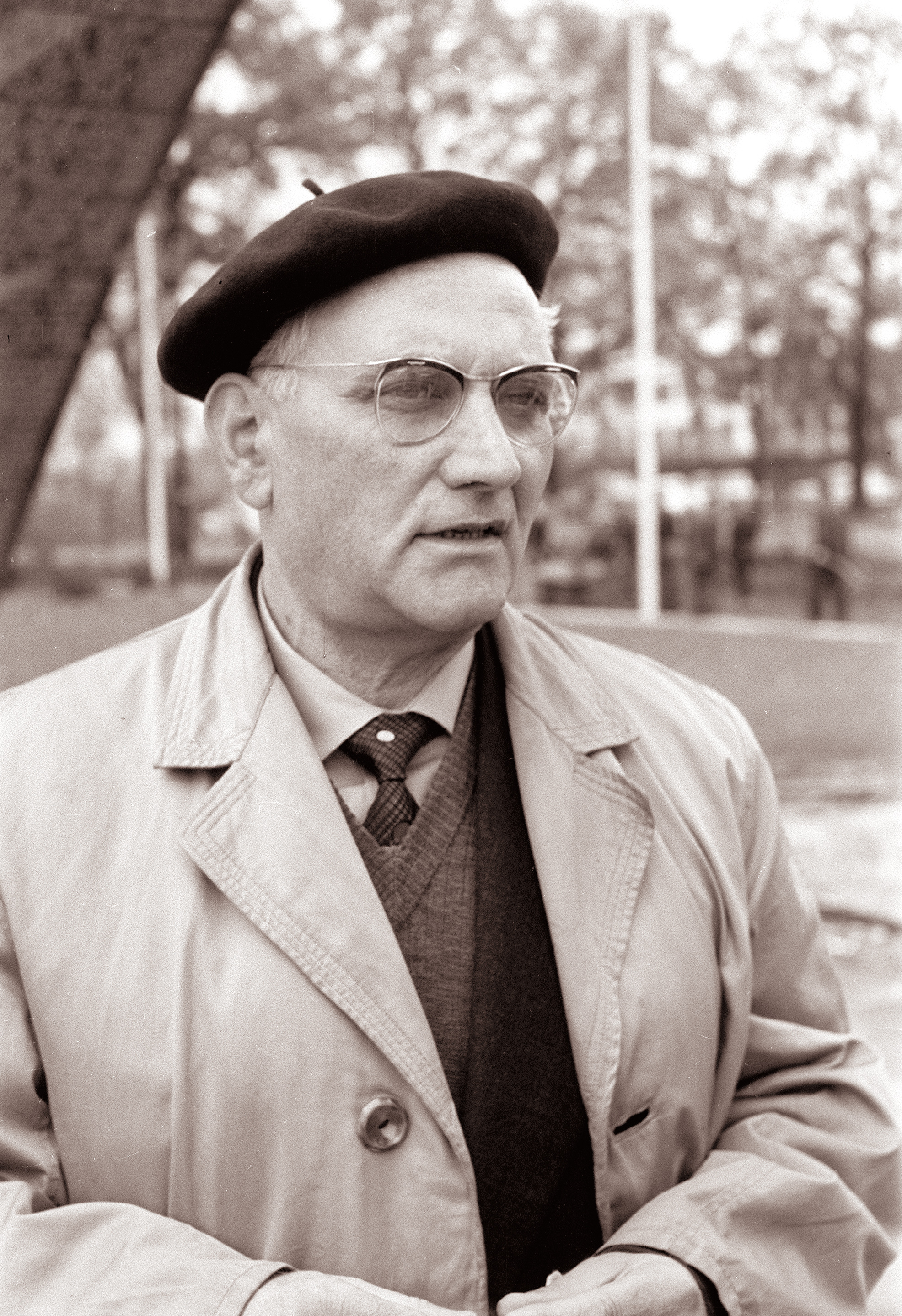
1961

Boris Kobe (* 9. Oktober 1905 in Ljubljana, Österreich-Ungarn; † 3. Mai 1981) war ein slowenischer Architekt, Maler und Designer.

## Leben und Wirken
Kobe studierte an der Technischen Fakultät in Ljubljana im Fachbereich Architektur unter dem Architekten Jože Plečnik und machte 1929 seinen Abschluss. Von 1930 bis 1931 studierte er Malerei in Paris. In den 30er Jahren heiratete er die spätere Anatomie-Professorin Valentina Grošelj (1905–1998).
1938 wurde Boris Kobe in Ljubljana zum Stadtbaumeister ernannt. Während des Krieges schloss er sich der slowenischen Befreiungsfront an.
Im Februar 1945 wurde er verhaftet, kam ins Konzentrationslager Dachau, von da in das Außenlager Überlingen-Aufkirch und im April 1945 ins Lager Allach bei München.
Im Allach entstand neben anderen Zeichnungen das berühmte Lager-Tarockspiel; Tarockkarten, die Kobes Erinnerungen an die KZ-Zeit illustrierten.
Nach dem Ende des Zweiten Weltkriegs war er in der Denkmalpflege und der räumlich durchdachten Errichtung von öffentlichen Denkmälern tätig (Urh, Ljubelj, Dražgoše, der Friedhof in Graz).
Als Restaurator war er vor allem auch im mittelalterlichen Stadtkern von Ljubljana tätig (Stari trg, Novi trg).

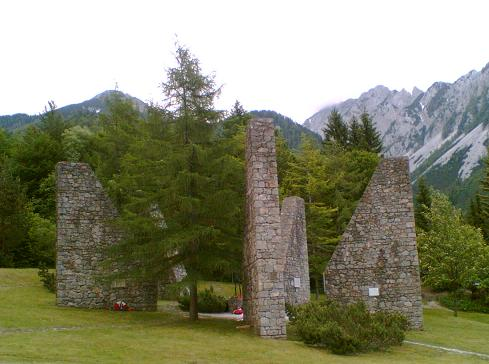
Gedenkstätte KZ Loibl-Süd

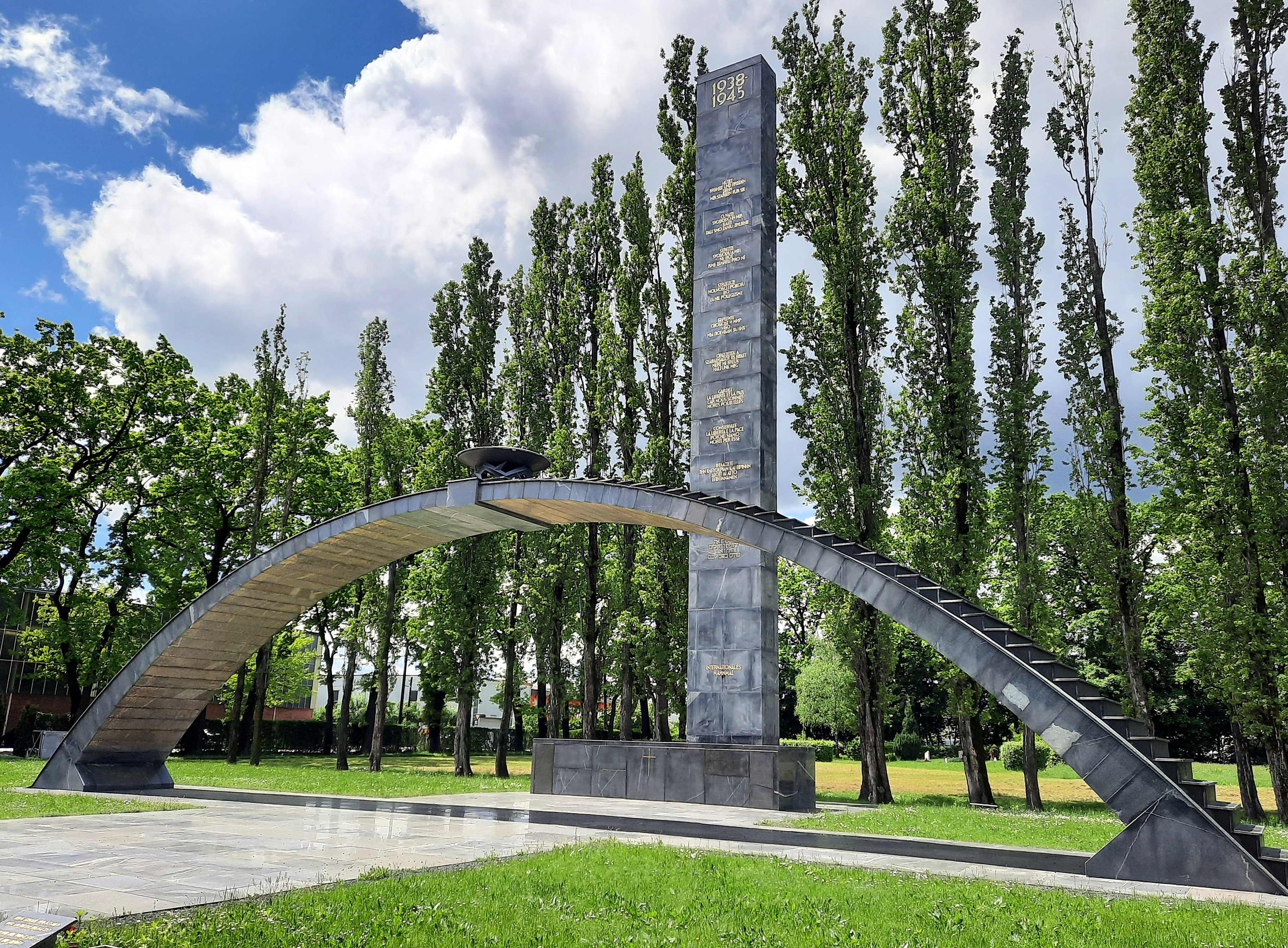
Mahnmal, Zentralfriedhof Graz

## Werkliste (Auswahl)
- Denkmal „Gefallene Krieger“, Drče bei Vrhnika  (mit Boris Kalin), 1950[4]
- Gedenkstätte Sveti Urh (St. Ulrich), Ljubljana (mit Karel Putrih und Zdenek Kalin), 1948–1955[5]
- Gedenkstätte KZ Loibl-Süd, 1950–1954 (mit Jože Bertoncelj)[6]
- Denkmal „Pioniere“, Tivoli-Park, Ljubljana (mit Zdenko Kalin), 1962[7]
- Denkmal für Boris Kidrič, Trenta (mit Zdenko Kalin), 1960[8]
- Denkmal für Julius Kugy[9]
- Mahnmal für die Opfer des Faschismus, Zentralfriedhof Graz 1961
- Cankar-Bataillon-Denkmal in Dražgoše, Bildhauer Stojan Batič, Mosaik von Ive Šubic, 1976[10]

## Auszeichnungen (Auswahl)
- 1952 Levstik-Preis für die Illustrationen in Visoška kronika von Ivan Tavčar
- 1977 Prešeren-Preis für Architektur, Malerei, Denkmalgestaltung, Buchillustration und Unterricht.